# Kamenica (szczyt)
Kamenica (bułg. Каменица) – szczyt w Bułgarii, w obwodzie Błagojewgrad, w południowej części pasma górskiego Piryn, wznoszący się na wysokość 2822 m n.p.m. Stanowi piąty, po Wichrenie, Kutele, Banskim Suchodole i Poleżanie, najwyższy szczyt pasma. U jego podnóża położone jest jezioro cyrkowe Tevnoto. Góra charakteryzuje się ostrymi zboczami i głębokimi przepaściami.